# Самарийгексазолото
Самарийгексазолото — бинарное неорганическое соединение
самария и золота
с формулой Au6Sm,
кристаллы.

## Получение
- Сплавление стехиометрических количеств чистых веществ:

{\displaystyle {\mathsf {Sm+6Au\ {\xrightarrow {800^{o}C}}\ Au_{6}Sm}}}

## Физические свойства
Самарийгексазолото образует кристаллы
тетрагональной сингонии, пространственная группа P 42/ncm, параметры ячейки a = 1,0387 нм, c = 0,9789 нм, Z = 8
.
Соединение образуется по перитектической реакции при температуре 800 °C
.